# Антоанета Василева
Антоанета Василева е български икономист, професор по Световно стопанство и Международни икономически отношения в катедра „Международни икономически отношения и бизнес“ в Университета за национално и световно стопанство (УНСС). От 2011 г. до 2014 г. тя е декан на факултет „Международна икономика и политика“ в УНСС.

## Биография

### Образование
Антоанета Василева завършва със специалност „Международни икономически отношения“ във ВИИ „Карл Маркс“ (понастоящем УНСС) през 1984 г. Притежава докторска степен по икономика (2000, България) и докторска степен по бизнес администрация (2002, САЩ).
Специализира международен мениджмънт и маркетинг в Instituto de Estudios Superiores de la Empresa, Барселона (1997), City University Business School, Лондон (1997, 1998) и Asia-Pacific University, Бепу, Япония (2005), International Academy – F+U, Берлин (2005), Associazione Retericerca, Торино (2006).

### Научна кариера
Антоанета Василева е професор в Катедра „Международни икономически отношения и бизнес“ на УНСС. Преподава Международни бизнес операции, Регионални практики в международния бизнес и Международен маркетинг в бакалавърски и магистърски програми на специалност „Международни икономически отношения“. Чела е лекции в университети в Полша и Япония. Води лекционен курс в съвместната магистърска програма по „Международен бизнес и мениджмънт“ на УНСС и Nottingham Trent University, Великобритания.
В периода 2002 – 2006 г. Антоанета Василева заема длъжността директор на Център по международна икономика, политика и право Архив на оригинала от 2014-04-21 в Wayback Machine. към Института за следдипломна квалификация (ИСК) при УНСС. Тя е един от основателите на Център за развитие на управленски умения в ИСК и лектор в българо-японския курс по Глобален мениджмънт и лидерство .
Антоанета Василева участва в редица национални и международни проекти за научноизследователска дейност, за обучение на мениджъри, за трансфер на знания и иновации.
Ръководила е научноизследователски проекти на тема „Международна конкурентоспособност на експортно-ориентирани отрасли в България“, „Реформата в бюджета на ЕС и бъдещото финансиране на политиките на Съюза“ и др.
Антоанета Василева има многобройни публикации в страната и чужбина. Тя притежава опит в областта на международната търговска и инвестиционна дейност. Консултира български фирми по проблеми на международното сътрудничество, маркетинга, публично-частното партньорство Архив на оригинала от 2013-08-23 в Wayback Machine. и др. Участва в издателския съвет на сп. Международни отношения, България, сп. Vision, Северна Македония и сп. China-USA Business Review, САЩ. Член е на Европейската академия по международен бизнес (EIBA), на Съюза на икономистите в България и учредител на Клуба на специалистите по търговия и международен бизнес.

### Личен живот
Антоанета Василева е съпруга на скандалния банкер Цветан Василев, мажоритарен акционер във фалиралата Корпоративна търговска банка АД. Антоанета Василева и Цветан Василев имат една дъщеря – Радосвета Василева.